# I Need U
Az I NEED U a dél-koreai Bangtan Boys együttes ötödik japán kislemeze a Youth albumról, melyet 2015. december 8-án jelentetett meg a BigHit Entertainment. A kislemez az első napon 43 000 eladott példánnyal az Oricon kislemezlistájának első helyén nyitott. Az album dalai eredetileg koreai nyelven jelentek meg a The Most Beautiful Moment in Life Pt. 1 című lemezükön.

## Videóklip
A I NEED U japán videóklipje 2015. december 1-jén jelent meg a Bangtan Boys hivatalos japán YouTube csatornáján. Ez a videóklip összefüggésben van az I NEED U koreai videóklipjével, a Prologue-gal, a Run koreai és japán verziójú videóklipjeivel, az Epilogue: Young Forever-rel és a Wings kisfilmekkel, amelyek együtt egy történetet mesélnek el. Az I NEED U japán videóklipjében megjelennek utalások a koreai videóklipre, mint a fürdőkád és a hat virágszirom.

## Számlista

### Általános és Bangtan Boys SHOP kiadás (CD)
1. I NEED U (japán verzió)
2. 超ヤベー! (DOPE japán verzió)
3. フンタン少年団 (Boyz with Fun japán verzió)

### Limitál kiadás (CD+DVD)

#### CD
1. I NEED U (japán verzió)
2. 超ヤベー! (DOPE japán verzió)

#### DVD
1. Making Jacket Photo Album

### Loppi HMV Limitált kiadás (CD+DVD)

#### CD
1. I NEED U (japán verzió)
2. 超ヤベー! (DOPE japán verzió)

#### DVD
1. PV Making